# عبيد الشنعار
عبيد الشنعار هي رواية خيالية تاريخية كتبها جستن ألين وتم نشرها في عام 2006. يستكشف الكتاب الحياة المبكرة وأصول الشخصيات والشعوب التي يمكن العثور عليها في أساطير الشرق الأوسط والنصوص الدينية، لا سيما الكتاب المقدس من سفر التكوين و ملحمة جلجامش. وشملت من سفر التكوين وصفا للنفليم، جاريد (جد متوشلخ) ، لامك (والد نوح) و أداح (زوجة لامك). كما يأتي أسم شنعار من كتاب سفر التكوين، الفصل العاشر. وبالمثل، من ملحمة جلجامش والأساطير ذات الصلة بالشرق الأوسط تأتي شخصيات مثل جلجامش، إنكيدو والآلهة مردوخ، وبعل، ومولوخ.

## وصلات خارجية
- Justin-Allen.com - Official Site نسخة محفوظة 20 يناير 2009 على موقع واي باك مشين.
- Overlook Press
- Seattle Times Review
- Duckworth Publishers